# Liberty 458
Il Liberty 458 è una barca a vela a chiglia semilunga e pozzetto centrale, armata a cutter, realizzata ad iniziare dai primi anni ottanta sino al 1991, molto apprezzata fra i navigatori nord americani per la sua qualità costruttiva, per i suoi preziosi interni in teck e per le doti di marinità e comfort. Costruita a Taiwan dal pregiato cantiere Shin Fa LTD per Liberty Yachts su scafo disegnato da Doug Peterson (scafo già utilizzato anche per altri noti cruisers come il Kelly Peterson 44 e 46 ed il Passport 45) venne concepita da Peter Hoyt come barca per vivere a bordo. Ne furono costruiti 31 esemplari a cui occorre aggiungere circa altre 30 unità della versione europea denominata Delta 46 realizzata contemporaneamente e nel medesimo cantiere Shin Fa LTD per Delta Marine Gmbh, i cui interni, progettati da H.S. Ives del Main Cruising Design e da J. Von Reden dell'Istitute for Board Design di Berlino differiscono leggermente nella disposizione. Esiste una comunità di estimatori che ha creato anche un sito web dedicato . Le ultime unità realizzate furono i Delta 46 all'inizio degli anni novanta.